# HMCS Athabaskan (G07)
Lo HMCS Athabaskan (pennant number G07) fu un cacciatorpediniere della Royal Canadian Navy appartenente alla classe Tribal, entrato in servizio nel 1943.
Attivo durante la seconda guerra mondiale, il cacciatorpediniere operò principalmente nel teatro del Mare del Nord e del Golfo di Biscaglia in missioni di scorta ai convogli e contrasto agli U-Boot tedeschi, subendo svariate volte danni per incidenti e azioni nemiche; la nave fu poi affondata nelle prime ore del 29 aprile 1944 al largo dell'Île-de-Batz nel canale de La Manica nel corso di uno scontro con torpediniere tedesche.

## Storia

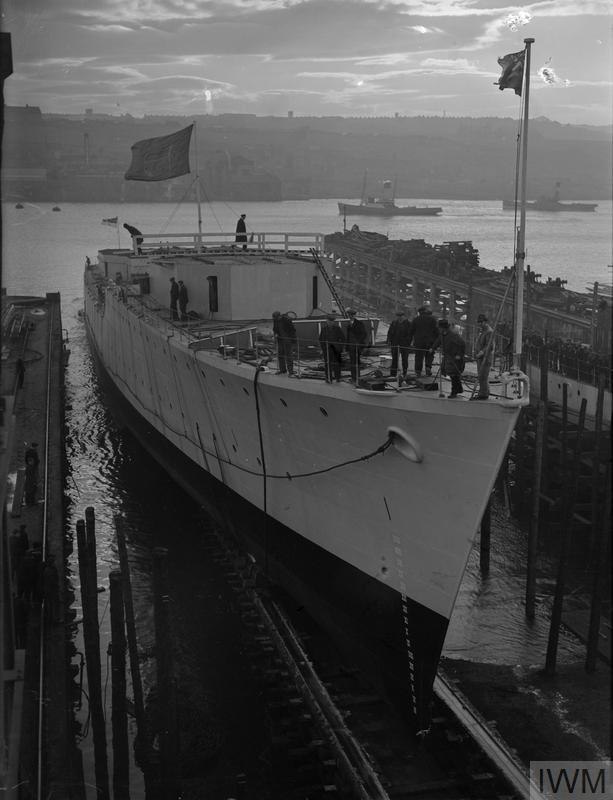
Il varo della nave il 18 novembre 1941 a Newcastle

Ordinata il 5 aprile 1940 dal governo canadese ai cantieri della Vickers-Armstrongs di Newcastle upon Tyne insieme ad altre tre unità della stessa classe, la nave fu impostata il 31 ottobre 1940 dopo ritardi a causa delle incursioni aeree tedesche contro il cantiere navale; inizialmente designata come Iroquois, la nave fu varata il 18 novembre 1941 con il nome di Athabaskan in onore dell'omonimo gruppo linguistico nativo del Canada, prima unità della Royal Canadian Navy a portare questo nome; la nave entrò quindi in servizio il 15 febbraio 1943 in forza alla Home Fleet di base a Scapa Flow.
L'Athabaskan fu inizialmente impiegato nelle operazioni di scorta ai convogli navali nella zona degli approcci occidentali alla Gran Bretagna. L'11 marzo il cacciatorpediniere dovette andare in cantiere a Greenock per riparare i danni subiti in una collisione con una petroliera; rientrato in servizio il 21 marzo seguente, il 29 marzo fu inviato a pattugliare le acque tra l'Islanda e le Fær Øer dopo rapporti che segnalavano una sortita delle navi da battaglia tedesche Scharnhorst e Tirpitz, ma subì nuovi danni a causa del mare in tempesta e dovette sottoporsi a un nuovo ciclo di lavori a Scapa Flow. La nave fu poi impegnata in operazioni con le unità della Home Fleet, e il 7 giugno scortò un convoglio di rifornimenti per la guarnigione dell'isola di Spitzbergen; in seguito l'Athabaskan fu di nuovo costretto a entrare in cantiere a Devonport per riparare i danni patiti il 18 giugno in una collisione con la nave posareti Bargate a Scapa Flow.
Il 16 luglio l'Athabaskan rientrò in servizio in forza al comando di Plymouth, operando nel Golfo di Biscaglia in operazioni di contrasto ai sommergibili tedeschi; il 24 luglio il cacciatorpediniere soccorse i sopravvissuti dell'equipaggio del sommergibile tedesco U-558, affondato il 20 luglio precedente da aerei britannici. Il 28 agosto, mentre operava nel Golfo di Biscaglia con un gruppo di unità britanniche, l'Athabaskan fu attaccato da bombardieri tedeschi Dornier Do 17 e centrato con un missile a guida radio Henschel Hs 293: l'ordigno colpì la nave sul lato di sinistra, causando gravi danni oltre a 41 vittime tra l'equipaggio, ma l'Athabaskan fu salvato dall'affondamento e riuscì a raggiungere Plymouth con le sue stesse forze.
Il cacciatorpediniere fu in riparazione a Devonport fino al novembre 1942; il 12 novembre scortò l'incrociatore da battaglia HMS Renown, con a bordo il primo ministro Winston Churchill diretto a prendere parte alla conferenza del Cairo, durante il suo passaggio per Plymouth, ma riportò nuovamente altri danni a causa del mare in tempesta e dovette sottoporsi a nuovi lavori fino al 10 dicembre seguente, quando rientrò alla base di Scapa Flow. Tra il 12 e il 28 dicembre l'Athabaskan partecipò alla scorta dei convogli JW55A e RA55A lungo la rotta artica per l'Unione Sovietica, per poi prendere parte a varie sortite della Home Fleet nel Mare del Nord fino al 12 febbraio 1944, quando fu riassegnato alla 10th Destroyer Flotilla di Plymouth.

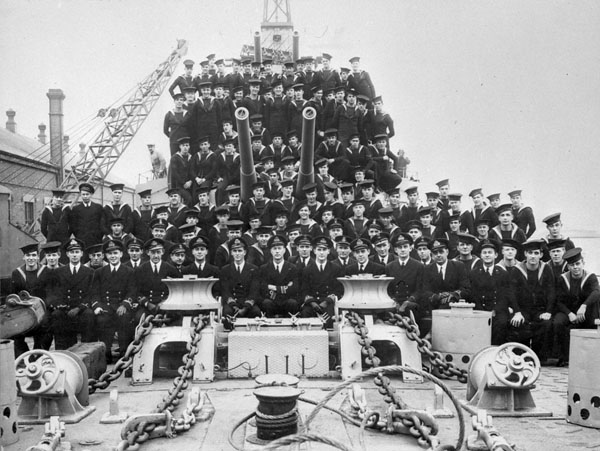
Foto di gruppo dell'equipaggio del cacciatorpediniere nell'aprile 1944

Il 20 febbraio il cacciatorpediniere fu assegnato alla parte navale del futuro sbarco in Normandia, partecipando a varie esercitazioni in vista di questa azione nonché alle missioni di pattugliamento e attacco al traffico navale tedesco nel canale de La Manica (operazione Tunnel). Il 25 aprile l'Athabaskan salpò con una formazione britannica (Force 26) per un nuovo pattugliamento del Golfo di Biscaglia a caccia di sommergibili tedeschi; il giorno seguente il gruppo intercettò tre torpediniere tedesche classe 1939 (T24, T27 e T29) al largo di Ouessant: nello scontro che ne seguì, l'Athabaskan contribuì ad affondare a colpi di cannone la torpediniera T29. 
La sera del 28 aprile l'Athabaskan lasciò Plymouth in coppia con il gemello HMCS Haida per fornire copertura a distanza a un gruppo di unità leggere britanniche, dirette a minare le acque attorno all'Île-de-Batz nella Manica. Nelle prime ore del 29 aprile, mentre si trovavano a nord-est dell'Île-de-Batz, i due cacciatorpediniere ricevettero l'ordine di dirigere all'intercettamento di una formazione di navi tedesche avvistate dai radar; le unità erano le due torpediniere T24 e T27, con cui le navi canadesi ingaggiarono subito un serrato duello: l'Athabaskan fu colpito da un siluro lanciato dalla T24, che causò un'enorme esplosione avvistata anche da 20 miglia di distanza. L'ordigno aveva causato l'esplosione del locale caldaie, immobilizzando la nave che cinque minuti più tardi fu raggiunta da un secondo siluro: la nave affondò rapidamente nella posizione 48° 43' N, 04° 32' O portando con sé 127 o 129 membri dell'equipaggio; 42 o 44 naufraghi dell'unità furono tratti in salvo dal cacciatorpediniere Haida, mentre altri 85 o 83 superstiti furono recuperati dalle torpediniere tedesche e divennero prigionieri di guerra. Sei naufraghi riuscirono a salire a bordo di una lancia lasciata indietro dallo Haida, allontanatosi rapidamente dal luogo dello scontro per evitare altri attacchi dei tedeschi, riuscendo poi a rientrare in Gran Bretagna.